# الأزمة الاقتصادية السريلانكية 2021

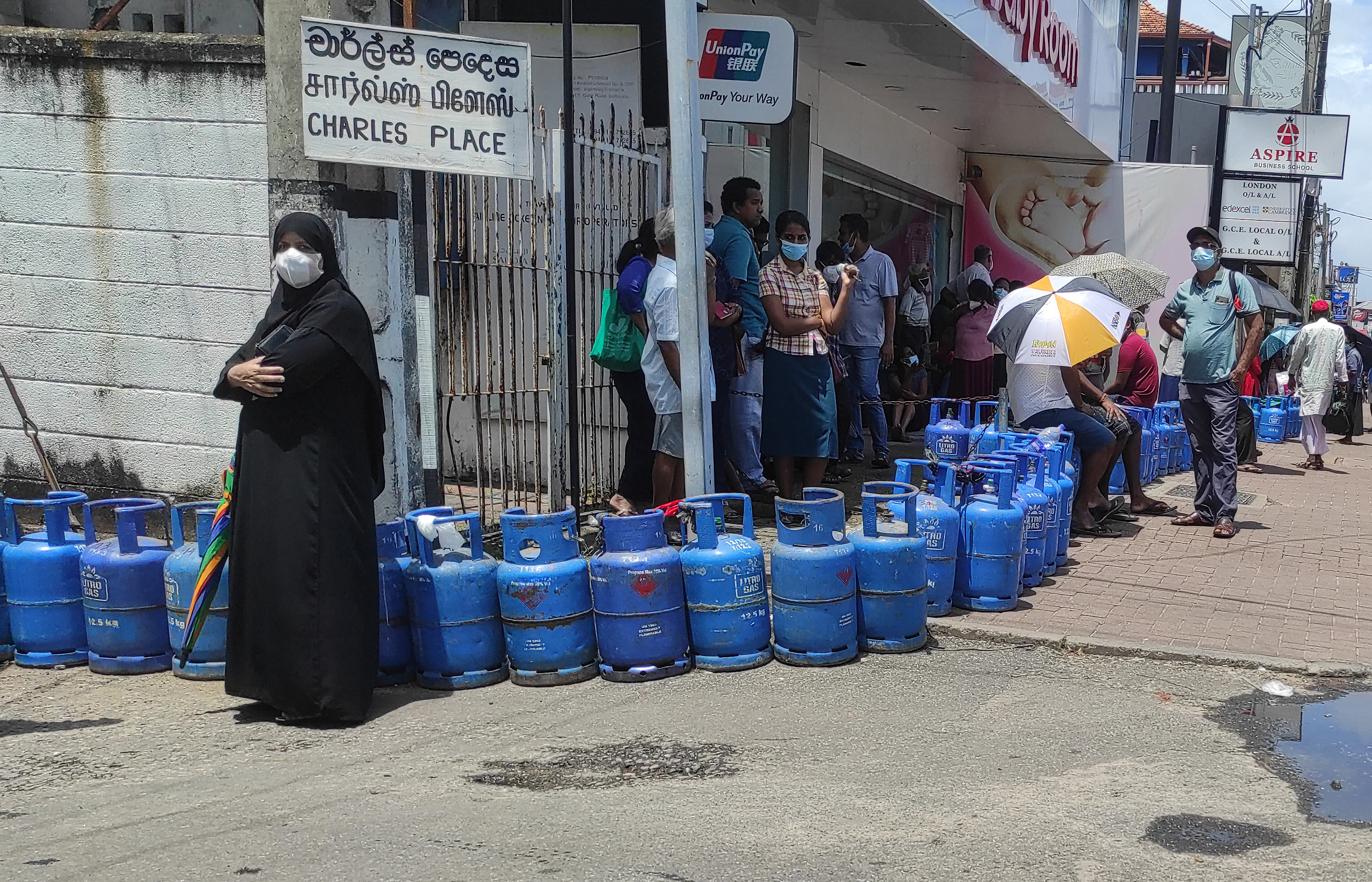
الأزمة الاقتصادية في سريلانكا 2022، الناس ينتظرون طويلاً لإعادة تعبئة أسطوانات الغاز المسال

الأزمة الاقتصادية السريلانكية 2021 منذ عام 2014 شهدت سريلانكا ارتفاعًا حادًا في الدين الخارجي حيث وصل إلى 42.9٪ من الناتج المحلي الإجمالي للبلاد بحلول عام 2019. أدى ظهور جائحة كوفيد 19 الناجم عن الركود العالمي إلى تسريع الأزمة وبحلول عام 2021 ارتفع الدين الخارجي إلى 101٪ من الناتج المحلي الإجمالي للدولة مما تسبب في انهيار اقتصادي.

## خلفية
في عام 2021 أعلنت الحكومة السريلانكية رسميًا أسوأ أزمة اقتصادية في البلاد منذ 73 عامًا.
صورت الصحف المحلية رسما كاريكاتوريًا لسريلانكا تطلب أموالا من دول رابطة جنوب آسيا للتعاون الإقليمي المجاورة. لاحظ المراقبون الهنود أن مشروع ميناء كولومبو مع الصين أدى إلى تسريع أزمة الديون. وفقًا لوسائل الإعلام الحكومية الصينية فهو أكبر مشروع للصين في سريلانكا بقيمة إجمالية للمشروع تبلغ 1.4 مليار دولار. أقر وزير الطاقة السريلانكي أوديا جامانبيلا أن الأزمة قد تؤدي إلى إرهاب مالي. في عام 2020 قالت وكالة مقرها نيويورك إن مصادر التمويل الحالية لسريلانكا لا تبدو كافية لتغطية احتياجات خدمة الديون المقدرة بما يزيد قليلاً عن 4 مليارات دولار في عام 2021. وفقًا للخبير الاقتصادي بيلويثر: لحل" مشكلة الميزانية "في سريلانكا في سداد الديون يجب أن تنجح مزادات سندات الخزانة وعندما يتم ذلك سيتم حل" مشكلة تحويل "العملات الأجنبية تلقائيًا لكن هذا يتجاوز حدود الكينزيين، وبدلاً من ذلك مع فشل مزادات سندات الخزانة المليئة بالأموال المطبوعة بموجب النظرية النقدية الحديثة تنزلق البلاد بشكل أعمق إلى الاختلالات". من أجل سداد الديون فإن أسعار الفائدة وفتح الواردات ستسمح بتدفق الضرائب مرة أخرى إلى الخزانة. في حين أنه من الممكن رفع أسعار الفائدة وتوليد الدولارات لسداد الديون الخارجية عن طريق تقليص الائتمان المحلي، فليس من العملي القيام بذلك على أساس مستمر لسنوات عديدة. إذا رأى المستثمرون ارتفاع الاحتياطيات الأجنبية بعد سداد الديون فقد تعود الثقة. وقد تنجح وقد لا تنجح في ظل الأيديولوجية الحالية.
كما تم إلقاء اللوم على الأضرار التي لحقت بصناعة السياحة التي كانت مزدهرة في يوم من الأيام والناجمة عن جائحة كوفيد 19 لفشلها في توليد إيرادات وطنية كافية لسداد الديون. وفقًا لتحديث البنك الدولي بشأن التنمية في سريلانكا: التأثير الاقتصادي والفقر لـ كوفيد 19: «على الرغم من الخسائر الفادحة التي خلفها جائحة كوفيد 19 على اقتصاد سريلانكا وحياة شعبها فإن الاقتصاد سوف يتعافى في عام 2021، على الرغم من استمرار التحديات». وقد لوحظت بالفعل دلائل إيجابية على التعافي، وقد تم تشجيع الضرائب المناسبة لبناء الاعتماد على الذات ولتجنب الاعتماد الكبير على الديون الخارجية في المستقبل. تم اعتبار مبادرات الحماية الاجتماعية الحالية لمساعدة أولئك الذين فقدوا وظائفهم خلال أزمة الديون فعالة. اقترح الاقتصاديون أنه إلى جانب الضرائب المناسبة يقال إن النمو الموجه نحو التصدير ضروري لرفع الاقتصاد السريلانكي من أزمة الديون الحالية، ومن المأمول أن تحقق سريلانكا انتعاشًا ماليًا كاملاً قريبًا.

## الأزمة الزراعية
في عام 2021 بدأت سريلانكا أول برنامج «للزراعة العضوية بنسبة 100٪» وفرضت حظراً على مستوى البلد على الأسمدة غير العضوية ومبيدات الآفات في يونيو 2021. وقد رحب بالبرنامج فاندانا شيفا لكنه تجاهل الأصوات المنتقدة من المجتمع العلمي والزراعي. الذي حذر من الانهيار المحتمل للزراعة، بما في ذلك الأزمة المالية بسبب انخفاض قيمة العملة الوطنية المتمحورة حول صناعة الشاي.
بحلول سبتمبر 2021 شهدت سريلانكا انخفاضًا هائلاً في الإنتاج الزراعي بنسبة تصل إلى 50٪ ونقصًا في الغذاء. تم وصف الوضع في صناعة الشاي بأنه حرج حيث وُصفت الزراعة في إطار البرنامج العضوي بأنها أغلى عشر مرات وينتج المزارعون نصف الغلة. في سبتمبر 2021 أعلنت الحكومة «حالة طوارئ اقتصادية» حيث تفاقم الوضع بسبب انخفاض سعر صرف العملة الوطنية، وارتفاع التضخم نتيجة لارتفاع أسعار المواد الغذائية، والقيود الوبائية في السياحة التي أدت إلى انخفاض دخل البلاد.
تم حظر تجارة الأسمدة الكيماوية والمبيدات. أنتجت هذه الحقيقة أزمة اقتصادية حادة حيث يتوقع السكان أن يظلوا بلا دخل وبدون طعام. ألغت الحكومة بعض هذه الإجراءات، لكن استيراد اليوريا لا يزال محظورًا. تسعى سريلانكا إلى إدخال تقنين وقت السلم للسلع الأساسية.